# Mackenzie McDonald
Mackenzie McDonald (ur. 16 kwietnia 1995 w Piedmoncie) – amerykański tenisista.

## Kariera tenisowa
Zawodowym tenisistą McDonald został w 2016 roku.
W cyklu ATP Tour osiągnął jeden finał w grze pojedynczej oraz wygrał jeden turniej w grze podwójnej. Ponadto zwyciężył w trzech singlowych oraz dwóch deblowych turniejach cyklu ATP Challenger Tour, a także dwóch singlowych oraz pięciu deblowych turniejach rangi ITF.
W zawodach Wielkiego Szlema zadebiutował podczas US Open 2016, otrzymując od organizatorów dzikie karty do zawodów singlowych i deblowych. Z obu konkurencji odpadł w pierwszej rundzie.
W rankingu gry pojedynczej najwyżej był na 39. miejscu (21 sierpnia 2023), a w klasyfikacji gry podwójnej na 56. pozycji (7 sierpnia 2023).

### Finały w turniejach ATP Tour
| Legenda                                      |
| -------------------------------------------- |
| Wielki Szlem                                 |
| Igrzyska olimpijskie                         |
| Tennis Masters Cup / ATP Finals              |
| ATP Masters Series / ATP Tour Masters 1000   |
| ATP International Series Gold / ATP Tour 500 |
| ATP International Series / ATP Tour 250      |

#### Gra pojedyncza (0–1)
| Końcowy wynik | Nr | Data            | Turniej    | Nawierzchnia | Przeciwnik    | Wynik finału  |
| ------------- | -- | --------------- | ---------- | ------------ | ------------- | ------------- |
| Finalista     | 1. | 8 sierpnia 2021 | Waszyngton | Twarda       | Jannik Sinner | 5:7, 6:4, 5:7 |

#### Gra podwójna (1–0)
| Końcowy wynik | Nr | Data                | Turniej | Nawierzchnia | Partner      | Przeciwnicy                       | Wynik finału   |
| ------------- | -- | ------------------- | ------- | ------------ | ------------ | --------------------------------- | -------------- |
| Zwycięzca     | 1. | 9 października 2022 | Tokio   | Twarda       | Marcelo Melo | Rafael Matos David Vega Hernández | 6:4, 3:6, 10–4 |

### Zwycięstwa w turniejach ATP Challenger Tour

#### Gra pojedyncza
| Końcowy wynik | Nr | Data                 | Turniej    | Nawierzchnia  | Przeciwnik      | Wynik finału  |
| ------------- | -- | -------------------- | ---------- | ------------- | --------------- | ------------- |
| Zwycięzca     | 1. | 15 października 2017 | Fairfield  | Twarda        | Bradley Klahn   | 6:4, 6:2      |
| Zwycięzca     | 2. | 6 maja 2018          | Seul       | Twarda        | Jordan Thompson | 1:6, 6:4, 6:1 |
| Zwycięzca     | 3. | 28 lutego 2021       | Nur-Sułtan | Twarda (hala) | Jurij Rodionov  | 6:1, 6:2      |

#### Gra podwójna
| Końcowy wynik | Nr | Data                 | Turniej          | Nawierzchnia | Partner     | Przeciwnicy                 | Wynik finału |
| ------------- | -- | -------------------- | ---------------- | ------------ | ----------- | --------------------------- | ------------ |
| Zwycięzca     | 1. | 16 października 2016 | Fairfield        | Twarda       | Brian Baker | Sekou Bangoura Eric Quigley | 6:3, 6:4     |
| Zwycięzca     | 2. | 7 stycznia 2018      | City of Playford | Twarda       | Tommy Paul  | Maverick Banes Jason Kubler | 7:6(4), 6:4  |